# Симметрия в квантовой механике
Симметрии в квантовой механике — преобразования пространства-времени и частиц, которые оставляют неизменными уравнения квантовой механики. Рассматриваются во многих разделах квантовой механики, которые включают релятивистскую квантовую механику, квантовую теорию поля, стандартную модель и физику конденсированного состояния. В целом, симметрия в физике, законы инвариантности и сохранения являются основополагающими ограничениями для формулирования физических теорий и моделей. На практике это мощные методы решения задач и прогнозирования того, что может случиться. Хотя законы сохранения не всегда дают конечное решение проблемы, но они формируют правильные ограничения и наметки к решению множества задач.
В этой статье описывается связь между классической формой непрерывных симметрий, а также их квантовыми операторами, которые связывают их с группами Ли и релятивистскими преобразованиями в группе Лоренца и группе Пуанкаре.

## Обозначения
Условные обозначения, используемые в этой статье, следующие. Жирным шрифтом обозначены векторы, 4-векторы, матрицы и векторные операторы, в то время как квантовые состояния обозначаются скобками (бра и кет нотация). Широкие шляпки предназначены для операторов, узкие — для единичных векторов (включая их компоненты в тензорных индексах). Если не указано иное, используется соглашение о суммировании повторяющихся тензорных индексов. Метрическая сигнатура пространства Минковского (+ −−−).

## Преобразования симметрии волновой функции в нерелятивистской квантовой механике

### Непрерывные симметрии
Как правило, соответствие между непрерывными симметриями и законами сохранения дается квантовым аналогом теоремы Нётер.
Форма фундаментальных квантовых операторов, например энергии как частной производной по времени и импульса как градиента (от пространственных координат), становится ясной, если рассмотреть начальное состояние, а затем немного изменить один из его параметров. Такой подход работает для смещения (длины), продолжительности (времени) и углов (вращения). Кроме того, инвариантность некоторых величин можно увидеть, проделав преобразования длин и углов, что свидетельствует о сохранении этих величин.
В дальнейшем рассмотрим преобразования только для одночастичных волновых функций вида:
{\displaystyle {\widehat {\Omega }}\psi (\mathbf {r} ,t)=\psi (\mathbf {r} ',t')}
где {\displaystyle {\widehat {\Omega }}} обозначает унитарный оператор. Унитарность обычно требуется для операторов, представляющих преобразования пространства, времени и спина, поскольку норма состояния (представляющая полную вероятность нахождения частицы с некоторым спином в некотором объёме пространства) должна быть инвариантной относительно этих преобразований. Обратное преобразование задаётся эрмитовым сопряжением {\displaystyle {\widehat {\Omega }}^{-1}={\widehat {\Omega }}^{\dagger }} . Эти результаты можно распространить на многочастичные волновые функции. В нотации Дирака преобразования квантовых состояний:
{\displaystyle {\widehat {\Omega }}\left|\mathbf {r} (t)\right\rangle =\left|\mathbf {r} '(t')\right\rangle }
Тогда действие оператора {\displaystyle {\widehat {\Omega }}} преобразует волновую функцию ψ (r, t) в ψ (r ′, t ′), так что обратный оператор {\displaystyle {\widehat {\Omega }}^{-1}={\widehat {\Omega }}^{\dagger }} заменяет ψ (r ′, t ′) на ψ (r, t), поэтому какой-либо оператор {\displaystyle {\widehat {A}}} будет инвариантен относительно преобразования {\displaystyle {\widehat {\Omega }}} при условии
{\displaystyle {\widehat {A}}\psi ={\widehat {\Omega }}^{\dagger }{\widehat {A}}{\widehat {\Omega }}\psi \quad \Rightarrow \quad {\widehat {\Omega }}{\widehat {A}}\psi ={\widehat {A}}{\widehat {\Omega }}\psi }
и поэтому:
{\displaystyle [{\widehat {\Omega }},{\widehat {A}}]\psi =0}
для любых состояний ψ. Квантовые операторы, соответствующие наблюдаемым, также должны быть эрмитовыми, чтобы их собственные значения были действительными числами, то есть оператор равен своему эрмитово сопряженному, {\displaystyle {\widehat {A}}={\widehat {A}}^{\dagger }}.

### Обзор теории групп Ли
Ниже приведены ключевые положения теории групп, относящиеся к квантовой теории, а примеры приводятся на протяжении всей статьи. В альтернативном подходе используются группы матриц (см. Книги Холла)
Пусть G — группа Ли, которая локально параметризуется конечным числом N действительных непрерывно меняющихся параметров ξ 1, ξ 2 ,. . . ξ N. Или на другом языке это означает, что G — гладкое многообразие, которое также является группой, с гладкими групповыми операциями.
- Размерность группы равна N — то есть равно количеству параметров группы.
- элементы группы g в G — это функции параметров:

{\displaystyle g=G(\xi _{1},\xi _{2},\cdots )}
и когда все параметры обнулены, то это соответствует нейтральному элементу группы:
{\displaystyle I=G(0,0\cdots )}
Элементы группы часто представляются в виде матриц, действующих на векторы, или преобразований, действующих на функции.
- Генераторы группы — это частные производные элементов группы по параметрам группы в точке, когда параметр равен нулю, а именно

{\displaystyle X_{j}=\left.{\frac {\partial g}{\partial \xi _{j}}}\right|_{\xi _{j}=0}}
На языке многообразий генераторы группы — это элементы касательного пространства к G в единице. Генераторы также известны как элементы инфинитезимальной группы или как элементы алгебры Ли группы G. (См. Обсуждение коммутатора ниже.)
Одно из преимуществ генераторов в теоретической физике заключается в том, что этим операторам соответствуют симметрии, которые можно записать в виде матриц или как дифференциальных операторов. В квантовой теории для унитарных представлений группы, генераторы умножаются на i :
{\displaystyle X_{j}=i\left.{\frac {\partial g}{\partial \xi _{j}}}\right|_{\xi _{j}=0}}
Генераторы группы образуют векторное пространство, что означает, что линейные комбинации генераторов также образуют генератор.
- Генераторы (матрицы или дифференциальные операторы) удовлетворяют коммутационным соотношениям :

{\displaystyle \left[X_{a},X_{b}\right]=if_{abc}X_{c}}
где f abc — (зависящие от базиса) структурные константы группы. Вместе со свойствами векторного пространства генераторы группы задают базис алгебры Ли. Из-за антисимметрии скобок (коммутатора) структурные константы группы антисимметричны по первым двум индексам.
- Представления группы описывают способы, которыми группа G (или её алгебра Ли) действует в векторном пространстве. (В качестве векторного пространства можно взять, например пространство собственных векторов гамильтониана, имеющего G в качестве группы симметрии.) Обозначим представления через заглавную D. Затем можно дифференцировать D, чтобы получить представление алгебры Ли, часто также обозначаемое D. Эти два представления связаны следующим образом:

{\displaystyle D[g(\xi _{j})]\equiv D(\xi _{j})=e^{i\xi _{j}D(X_{j})}}
без суммирования по повторяющемуся индексу j. Представления группы — это линейные операторы, поставленные в соотствие каждому элементу группы и для которых выполняется правило композиции:
{\displaystyle D(\xi _{a})D(\xi _{b})=D(\xi _{a}\xi _{b}).}
Представление, которое не может быть разложено в прямую сумму других представлений, называется неприводимым . Неприводимые представления принято помечать верхним индексом n в скобках, как например в D (n), или, если имеется более одного числа, то записывают D (n, m,. . . ) .
В квантовой теории возникает дополнительная тонкость: два вектора, различающиеся скалярным множителем, задают одно и то же физическое состояние. Тогда подходящим понятием представления выбирают проективное представление, которое удовлетворяет закону композиции только с точностью до скалярного множителя. В контексте квантово-механического спина такие представления называются спинорным.

### Импульс и энергия как генераторы переноса, эволюции во времени и вращения
Оператор пространственных трансляций {\displaystyle {\widehat {T}}(\Delta \mathbf {r} )} действует на волновую функцию, сдвигая пространственные координаты на бесконечно малое смещение Δ r. Явное выражение для оператора {\displaystyle {\widehat {T}}} можно получить с помощью разложения в ряд Тейлора ψ (r + Δ r, t) в окрестности r, а затем (сохраняя член первого порядка и пренебрегая членами второго и более высоких порядков), заменить пространственные производные (градиент) оператором импульса {\displaystyle {\widehat {\mathbf {p} }}}. Точно так же для оператора сдвига по времени, действующего на параметр времени, в разложении в ряд Тейлора для ψ (r, t + Δ t) в окрестности t, заменяют производную по времени оператором энергии {\displaystyle {\widehat {E}}} .
| Название                     | Оператор трансляций {\displaystyle {\widehat {T}}} | Оператор эволюции во времени {\displaystyle {\widehat {U}}} |
| ---------------------------- | --- | --- |
| Действие на волновую функцию | {\displaystyle {\widehat {T}}(\Delta \mathbf {r} )\psi (\mathbf {r} ,t)=\psi (\mathbf {r} +\Delta \mathbf {r} ,t)} | {\displaystyle {\widehat {U}}(\Delta t)\psi (\mathbf {r} ,t)=\psi (\mathbf {r} ,t+\Delta t)} |
| Инфинитезимальный оператор   | {\displaystyle {\widehat {T}}(\Delta \mathbf {r} )=I+{\frac {i}{\hbar }}\Delta \mathbf {r} \cdot {\widehat {\mathbf {p} }}} | {\displaystyle {\widehat {U}}(\Delta t)=I-{\frac {i}{\hbar }}\Delta t{\widehat {E}}} |
| конечный оператор            | {\displaystyle \lim _{N\rightarrow \infty }\left(I+{\frac {i}{\hbar }}{\frac {\Delta \mathbf {r} }{N}}\cdot {\widehat {\mathbf {p} }}\right)^{N}=\exp \left({\frac {i}{\hbar }}\Delta \mathbf {r} \cdot {\widehat {\mathbf {p} }}\right)={\widehat {T}}(\Delta \mathbf {r} )} | {\displaystyle \lim _{N\rightarrow \infty }\left(I-{\frac {i}{\hbar }}{\frac {\Delta t}{N}}\cdot {\widehat {E}}\right)^{N}=\exp \left(-{\frac {i}{\hbar }}\Delta t{\widehat {E}}\right)={\widehat {U}}(\Delta t)} |
| Генератор                    | Оператор импульса {\displaystyle {\widehat {\mathbf {p} }}=-i\hbar \nabla } | Оператор энергии {\displaystyle {\widehat {E}}=i\hbar {\frac {\partial }{\partial t}}} |
Экспоненциальные функции возникают по определению данному Эйлером, и их физический и математический смысл понимается следующим образом. Чистый перенос состоит из множества небольших переносов, поэтому, чтобы получить оператор сдвига для конечного приращения, нужно заменить Δ r на Δ r / N и Δ t на Δ t / N, где N — положительное ненулевое целое число. Затем с увеличением N величина Δ r и Δ t становится ещё меньше, при этом их величины остаются неизменными. Действие инфинитезимальных операторов на волновую функцию N раз и переход к пределу, когда N стремится к бесконечности, приводит к виду конечных операторов.
Трансляции пространства и времени коммутируют, что также означает коммутацию их операторов и генераторов.
| Операторы  | {\displaystyle \left[{\widehat {T}}(\mathbf {r} _{1}),{\widehat {T}}(\mathbf {r} _{2})\right]\psi (\mathbf {r} ,t)=0} | {\displaystyle \left[{\widehat {U}}(t_{1}),{\widehat {U}}(t_{2})\right]\psi (\mathbf {r} ,t)=0} |
| Генераторы | {\displaystyle \left[{\widehat {p}}_{i},{\widehat {p}}_{j},\right]\psi (\mathbf {r} ,t)=0}                            | {\displaystyle \left[{\widehat {E}},{\widehat {p}}_{i},\right]\psi (\mathbf {r} ,t)=0}          |
Для гамильтониана, не зависящего явно от времени, энергия сохраняется во времени, а квантовые состояния называются стационарными состояниями: собственные состояния гамильтониана — это собственные значения энергии E:
{\displaystyle {\widehat {U}}(t)=\exp \left(-{\frac {i\Delta tE}{\hbar }}\right)}
и все стационарные состояния принимают вид
{\displaystyle \psi (\mathbf {r} ,t+t_{0})={\widehat {U}}(t-t_{0})\psi (\mathbf {r} ,t_{0})}
где t 0 — начальный момент времени, обычно равны нулю, поскольку при выборе начального времени непрерывность не нарушается.
В других обозначениях можно записать {\displaystyle {\widehat {U}}(t-t_{0})\equiv U(t,t_{0})} .

### Угловой момент как генератор вращения

#### Орбитальный угловой момент
Оператор вращения действует на волновую функцию таким образом, что пространственные координаты частицы поворачиваются на постоянный угол Δ θ :
{\displaystyle {R}(\Delta \theta ,{\hat {\mathbf {a} }})\psi (\mathbf {r} ,t)=\psi (\mathbf {r} ',t)}
где r ′ обозначают повернутые вокруг оси координаты. Ось задаётся единичным вектором {\displaystyle {\hat {\mathbf {a} }}=(a_{1},a_{2},a_{3})} а поворот — через угловое приращение Δ θ, определяемое по формуле :
{\displaystyle \mathbf {r} '={\widehat {R}}(\Delta \theta ,{\hat {\mathbf {a} }})\mathbf {r} \,.}
где {\displaystyle {\widehat {R}}(\Delta \theta ,{\hat {\mathbf {a} }})} матрица вращения, зависящая от оси и угла. На языке групп, матрицы вращения — это элементы группы, а углы и ось {\displaystyle \Delta \theta {\hat {\mathbf {a} }}=\Delta \theta (a_{1},a_{2},a_{3})} — параметры трехмерной специальной ортогональной группы SO (3). Матрицы вращения вокруг стандартного базиса декартовой системы {\displaystyle {\hat {\mathbf {e} }}_{x},{\hat {\mathbf {e} }}_{y},{\hat {\mathbf {e} }}_{z}} на угол Δθ, и соответствующие образующие поворотов J = (Jx, Jy, Jz) :
| {\displaystyle {\widehat {R}}_{x}\equiv {\widehat {R}}(\Delta \theta ,{\hat {\mathbf {e} }}_{x})={\begin{pmatrix}1&0&0\\0&\cos \Delta \theta &-\sin \Delta \theta \\0&\sin \Delta \theta &\cos \Delta \theta \\\end{pmatrix}}\,,} | {\displaystyle J_{x}\equiv J_{1}=i\left.{\frac {\partial {\widehat {R}}(\theta ,{\hat {\mathbf {e} }}_{x})}{\partial \theta }}\right\|_{\theta =0}=i{\begin{pmatrix}0&0&0\\0&0&-1\\0&1&0\\\end{pmatrix}}\,,} |
| {\displaystyle {\widehat {R}}_{y}\equiv {\widehat {R}}(\Delta \theta ,{\hat {\mathbf {e} }}_{y})={\begin{pmatrix}\cos \Delta \theta &0&\sin \Delta \theta \\0&1&0\\-\sin \Delta \theta &0&\cos \Delta \theta \\\end{pmatrix}}\,,} | {\displaystyle J_{y}\equiv J_{2}=i\left.{\frac {\partial {\widehat {R}}(\theta ,{\hat {\mathbf {e} }}_{y})}{\partial \theta }}\right\|_{\theta =0}=i{\begin{pmatrix}0&0&1\\0&0&0\\-1&0&0\\\end{pmatrix}}\,,} |
| {\displaystyle {\widehat {R}}_{z}\equiv {\widehat {R}}(\Delta \theta ,{\hat {\mathbf {e} }}_{z})={\begin{pmatrix}\cos \Delta \theta &-\sin \Delta \theta &0\\\sin \Delta \theta &\cos \Delta \theta &0\\0&0&1\\\end{pmatrix}}\,,} | {\displaystyle J_{z}\equiv J_{3}=i\left.{\frac {\partial {\widehat {R}}(\theta ,{\hat {\mathbf {e} }}_{z})}{\partial \theta }}\right\|_{\theta =0}=i{\begin{pmatrix}0&-1&0\\1&0&0\\0&0&0\\\end{pmatrix}}\,.} |
В более общем смысле для вращений вокруг оси, определяемой вектором {\displaystyle {\hat {\mathbf {a} }}}, элемены матрицы вращения задаются
{\displaystyle [{\widehat {R}}(\theta ,{\hat {\mathbf {a} }})]_{ij}=(\delta _{ij}-a_{i}a_{j})\cos \theta -\varepsilon _{ijk}a_{k}\sin \theta +a_{i}a_{j}}
где δ ij — символ Кронекера, а ε ijk — символ Леви-Чивиты .
Неочевидно как определить оператор вращения по сравнению с трансляциями пространства и времени. Можно рассмотреть частный случай (вращение вокруг оси x, y или z), а затем вывести общий результат или напрямую использовать общую матрицу вращения и тензорные индексы с δij и εijk . Чтобы вывести оператор бесконечно малого вращения, который соответствует малому Δ θ, мы используем приближения малых углов sin (Δ θ) ≈ Δ θ и cos (Δ θ) ≈ 1 и тейлоровское разложение в окрестности r или r i при сохранении только первого порядка и в конце подставим компоненты оператора углового момента.
|                              | Поворот вокруг {\displaystyle {\hat {\mathbf {e} }}_{z}} | Поворот вокруг {\displaystyle {\hat {\mathbf {a} }}} |
| ---------------------------- | --- | --- |
| Действие на волновую функцию | {\displaystyle {\widehat {R}}(\Delta \theta ,{\hat {\mathbf {e} }}_{z})\psi (x,y,z,t)=\psi (x-\Delta \theta y,\Delta \theta x+y,z,t)} | {\displaystyle {\widehat {R}}(\Delta \theta ,{\hat {\mathbf {a} }})\psi (r_{i},t)=\psi (R_{ij}r_{j},t)=\psi (r_{i}-\varepsilon _{ijk}a_{k}\Delta \theta r_{j},t)} |
| Инфинитезимальный оператор   | {\displaystyle {\widehat {R}}(\Delta \theta ,{\hat {\mathbf {e} }}_{z})=I-{\frac {i}{\hbar }}\Delta \theta {\widehat {L}}_{z}} | {\displaystyle {\begin{aligned}{\widehat {R}}(\Delta \theta ,{\hat {\mathbf {a} }})&=I-(-\Delta \theta a_{k}\varepsilon _{kij}r_{j}){\frac {\partial }{\partial r_{i}}}\\&=I-(\Delta \theta a_{k}\varepsilon _{kji}r_{j}){\frac {\partial }{\partial r_{i}}}\\&=I-\Delta \theta {\hat {\mathbf {a} }}\cdot (\mathbf {r} \times \nabla )\\&=I-{\frac {i\Delta \theta }{\hbar }}{\hat {\mathbf {a} }}\cdot {\widehat {\mathbf {L} }}\\\end{aligned}}} |
| Инфинитезимальные повороты   | {\displaystyle {\widehat {R}}=1-{\frac {i}{\hbar }}\Delta \theta {\hat {\mathbf {a} }}\cdot {\widehat {\mathbf {L} }}\,,\quad {\widehat {\mathbf {L} }}=i\hbar {\hat {\mathbf {a} }}{\frac {\partial }{\partial \theta }}}                                                                | аналогично |
| Конечные повороты            | {\displaystyle \lim _{N\rightarrow \infty }\left(1-{\frac {i}{\hbar }}{\frac {\Delta \theta }{N}}{\hat {\mathbf {a} }}\cdot {\widehat {\mathbf {L} }}\right)^{N}=\exp \left(-{\frac {i}{\hbar }}\Delta \theta {\hat {\mathbf {a} }}\cdot {\widehat {\mathbf {L} }}\right)={\widehat {R}}} | аналогично |
| Генератор                    | z-компонента оператора углового момента {\displaystyle {\widehat {L}}_{z}=i\hbar {\frac {\partial }{\partial \theta }}} | Оператор полного углового момента {\displaystyle {\widehat {\mathbf {L} }}}. |
Z -компоненту оператора углового момента можно заменить на проекцию вдоль оси, определяемой вектором {\displaystyle {\hat {\mathbf {a} }}}, используя скалярное произведение {\displaystyle {\hat {\mathbf {a} }}\cdot {\widehat {\mathbf {L} }}} .
Опять же, конечное вращение можно выполнить используя множество небольших вращений, заменяя Δ θ на Δθ/N и переходя к пределу, когда N стремится к бесконечности. Это приводит к оператору вращения для конечного вращения.
Вращения вокруг одной и той же оси коммутируют, например, поворот на углы θ 1 и θ 2 вокруг оси i можно записать
{\displaystyle R(\theta _{1}+\theta _{2},\mathbf {e} _{i})=R(\theta _{1}\mathbf {e} _{i})R(\theta _{2}\mathbf {e} _{i})\,,\quad [R(\theta _{1}\mathbf {e} _{i}),R(\theta _{2}\mathbf {e} _{i})]=0\,.}
Однако вращения вокруг разных осей не коммутируют. Общие правила коммутации операторов углового момента
{\displaystyle [L_{i},L_{j}]=i\hbar \varepsilon _{ijk}L_{k}.}
В этом смысле орбитальный угловой момент описывает вращения. Каждый из вышеперечисленных коммутаторов можно легко представить, взяв повседневный объект и повернув его последовательно на один и тот же угол вокруг оси 1 и оси 2 или наоборот вокруг оси 2 и оси 1 — окончательные положения тела окажутся разными.
В квантовой механике есть ещё одна форма вращения, которая математически кажется похожей на орбитальный случай, но имеет другие свойства, описанные ниже.

#### Спин
Все предыдущие величины имеют классические аналоги. Спин — это величина, которой обладают частицы в квантовой механике без какого-либо классического аналога, имеющая размерность единицы углового момента. Оператор вектора спина обозначается {\displaystyle {\widehat {\mathbf {S} }}=({\widehat {S_{x}}},{\widehat {S_{y}}},{\widehat {S_{z}}})}. Собственные значения его компонент — это возможные величины (в единицах {\displaystyle \hbar }) измерения спина, спроецированного на базисные вектора.

Вращения (обычного пространства) вокруг оси {\displaystyle {\hat {\mathbf {a} }}} на угол θ относительно единичного вектора {\displaystyle {\hat {a}}} в пространстве, действующее на многокомпонентную волновую функцию (спинор) в точке пространства, представляется в виде
| Spin rotation operator (finite) {\displaystyle {\widehat {S}}(\theta ,{\hat {\mathbf {a} }})=\exp \left(-{\frac {i}{\hbar }}\theta {\hat {\mathbf {a} }}\cdot {\widehat {\mathbf {S} }}\right)} |Однако, в отличие от орбитального углового момента, в котором квантовое число l может принимать только положительные или отрицательные целые значения (включая ноль), спиновое квантовое число s может принимать все положительные и отрицательные полуцелые значения. Для каждого спинового квантового числа существуют матрицы вращения.
Вычисление экспоненты для z-проекции с заданным спиновым квантовым числом s дает (2 s + 1) -мерную матрицу спина. Что можно использовать для определения спинора как вектора-столбца из 2 s + 1 компонент, который преобразуется повороте системы координат в соответствии со спиновой матрицей в фиксированной точке пространства.
Для простейшего нетривиального случая для состояния с s = 1/2 оператор спина имеет вид
{\displaystyle {\widehat {\mathbf {S} }}={\frac {\hbar }{2}}{\boldsymbol {\sigma }}}
где матрицы Паули в стандартном представлении:
{\displaystyle \sigma _{1}=\sigma _{x}={\begin{pmatrix}0&1\\1&0\end{pmatrix}}\,,\quad \sigma _{2}=\sigma _{y}={\begin{pmatrix}0&-i\\i&0\end{pmatrix}}\,,\quad \sigma _{3}=\sigma _{z}={\begin{pmatrix}1&0\\0&-1\end{pmatrix}}}

#### Полный угловой момент
Оператор полного углового момента представляет собой сумму орбитального и спинового моментов
{\displaystyle {\widehat {\mathbf {J} }}={\widehat {\mathbf {L} }}+{\widehat {\mathbf {S} }}}
и имеет важное значение для многочастичных систем, особенно в ядерной физике и квантовой химии многоэлектронных атомов и молекул.
Аналогичная матрица вращения
{\displaystyle {\widehat {J}}(\theta ,{\hat {\mathbf {a} }})=\exp \left(-{\frac {i}{\hbar }}\theta {\hat {\mathbf {a} }}\cdot {\widehat {\mathbf {J} }}\right)}

### Сохраняющиеся величины для квантового гармонического осциллятора
Группа динамической симметрии n- мерного квантового гармонического осциллятора — это специальная унитарная группа SU (n). Например, число инфинитезимальных генераторов соответствующих алгебр Ли для групп SU (2) и SU (3) равно трем и восьми соответственно. Это приводит ровно к трем и восьми независимым сохраняющимся величинам (кроме гамильтониана) в этих системах.
Двумерный квантовый гармонический осциллятор обладает ожидаемыми сохраняющимися величинами как гамильтониан и угловой момент, но также имеет дополнительные скрытые сохраняющиеся величины такие как разности уровней энергии и другую форму углового момента.

## Группа Лоренца в релятивистской квантовой механике
Ниже рассматривается группа Лоренца (бусты и вращения в пространстве-времени). В этом разделе см.
Преобразования Лоренца можно параметризовать быстротой φ для буста в направлении трехмерного единичного вектора {\displaystyle {\hat {\mathbf {n} }}=(n_{1},n_{2},n_{3})}, и уголом поворота θ вокруг трехмерного единичного вектора {\displaystyle {\hat {\mathbf {a} }}=(a_{1},a_{2},a_{3})}, который определяя направление оси. Тогда {\displaystyle \varphi {\hat {\mathbf {n} }}=\varphi (n_{1},n_{2},n_{3})} а также {\displaystyle \theta {\hat {\mathbf {a} }}=\theta (a_{1},a_{2},a_{3})} вместе задают шесть параметров группы Лоренца (три для вращений и три буста). Группа Лоренца имеет шесть измерений.

### Чистые вращения в пространстве-времени
Рассмотренные выше матрицы вращения и генераторы вращения образуют пространственноподобную часть четырёхмерной матрицы, представляющую собой чистое вращение. Три элемента группы Лоренца {\displaystyle {\widehat {R}}_{x},{\widehat {R}}_{y},{\widehat {R}}_{z}} а генераторы J = (J1, J2, J3) для чистых вращений:
| {\displaystyle {\widehat {R}}(\Delta \theta ,{\hat {\mathbf {e} }}_{x})={\begin{pmatrix}1&0&0&0\\0&1&0&0\\0&0&\cos \Delta \theta &-\sin \Delta \theta \\0&0&\sin \Delta \theta &\cos \Delta \theta \\\end{pmatrix}}\,,} | {\displaystyle J_{x}=J_{1}=i{\begin{pmatrix}0&0&0&0\\0&0&0&0\\0&0&0&-1\\0&0&1&0\\\end{pmatrix}}\,,} |
| {\displaystyle {\widehat {R}}(\Delta \theta ,{\hat {\mathbf {e} }}_{y})={\begin{pmatrix}1&0&0&0\\0&\cos \Delta \theta &0&\sin \Delta \theta \\0&0&1&0\\0&-\sin \Delta \theta &0&\cos \Delta \theta \\\end{pmatrix}}\,,} | {\displaystyle J_{y}=J_{2}=i{\begin{pmatrix}0&0&0&0\\0&0&0&1\\0&0&0&0\\0&-1&0&0\\\end{pmatrix}}\,,} |
| {\displaystyle {\widehat {R}}(\Delta \theta ,{\hat {\mathbf {e} }}_{z})={\begin{pmatrix}1&0&0&0\\0&\cos \Delta \theta &-\sin \Delta \theta &0\\0&\sin \Delta \theta &\cos \Delta \theta &0\\0&0&0&1\\\end{pmatrix}}\,,} | {\displaystyle J_{z}=J_{3}=i{\begin{pmatrix}0&0&0&0\\0&0&-1&0\\0&1&0&0\\0&0&0&0\\\end{pmatrix}}\,.} |
Матрицы вращения действуют на любые 4-вектора A = (A 0, A 1, A 2, A 3) и вращают пространственно-подобные компоненты в соответствии с формулой
{\displaystyle \mathbf {A} '={\widehat {R}}(\Delta \theta ,{\hat {\mathbf {n} }})\mathbf {A} }
оставив временную координату неизменной. В матричном представлении вектор A рассматривается как вектор-столбец.

### Чистый буст в пространстве-времени
Буст со скоростью ctanhφ в направлениях x, y или z, заданных декартовой системе коорднинат с базисом {\displaystyle {\hat {\mathbf {e} }}_{x},{\hat {\mathbf {e} }}_{y},{\hat {\mathbf {e} }}_{z}}, — матрицы преобразования буста. Эти матрицы {\displaystyle {\widehat {B}}_{x},{\widehat {B}}_{y},{\widehat {B}}_{z}} а соответствующие генераторы K = (K1, K2, K3) — это оставшиеся три элемента группы и генераторы группы Лоренца:
| {\displaystyle {\widehat {B}}_{x}\equiv {\widehat {B}}(\varphi ,{\hat {\mathbf {e} }}_{x})={\begin{pmatrix}\cosh \varphi &\sinh \varphi &0&0\\\sinh \varphi &\cosh \varphi &0&0\\0&0&1&0\\0&0&0&1\\\end{pmatrix}}\,,} | {\displaystyle K_{x}=K_{1}=i\left.{\frac {\partial {\widehat {B}}(\varphi ,{\hat {\mathbf {e} }}_{x})}{\partial \varphi }}\right\|_{\varphi =0}=i{\begin{pmatrix}0&1&0&0\\1&0&0&0\\0&0&0&0\\0&0&0&0\\\end{pmatrix}}\,,} |
| {\displaystyle {\widehat {B}}_{y}\equiv {\widehat {B}}(\varphi ,{\hat {\mathbf {e} }}_{y})={\begin{pmatrix}\cosh \varphi &0&\sinh \varphi &0\\0&1&0&0\\\sinh \varphi &0&\cosh \varphi &0\\0&0&0&1\\\end{pmatrix}}\,,} | {\displaystyle K_{y}=K_{2}=i\left.{\frac {\partial {\widehat {B}}(\varphi ,{\hat {\mathbf {e} }}_{y})}{\partial \varphi }}\right\|_{\varphi =0}=i{\begin{pmatrix}0&0&1&0\\0&0&0&0\\1&0&0&0\\0&0&0&0\\\end{pmatrix}}\,,} |
| {\displaystyle {\widehat {B}}_{z}\equiv {\widehat {B}}(\varphi ,{\hat {\mathbf {e} }}_{z})={\begin{pmatrix}\cosh \varphi &0&0&\sinh \varphi \\0&1&0&0\\0&0&1&0\\\sinh \varphi &0&0&\cosh \varphi \\\end{pmatrix}}\,,} | {\displaystyle K_{z}=K_{3}=i\left.{\frac {\partial {\widehat {B}}(\varphi ,{\hat {\mathbf {e} }}_{z})}{\partial \varphi }}\right\|_{\varphi =0}=i{\begin{pmatrix}0&0&0&1\\0&0&0&0\\0&0&0&0\\1&0&0&0\\\end{pmatrix}}\,.} |
Матрицы буста действуют на любые 4-векторы A = (A 0, A 1, A 2, A 3) и смешивают временные и пространственные компоненты в соответствии с формулой
{\displaystyle \mathbf {A} '={\widehat {B}}(\varphi ,{\hat {\mathbf {n} }})\mathbf {A} }
Термин «буст» относится к относительной скорости между двумя системами отсчёта, и его не следует объединять с импульсом как генератором трансляций, как объясняется ниже.

### Комбинирование бустов и вращений
Произведение вращений дают другое вращение (частый пример подгруппы), в то время как произведения бустов или бустов и вращений нельзя выразить через чистые бусты или чистые вращения. В общем случае, любое преобразование Лоренца можно выразить как произведение чистого вращения и чистого буста. Для получения дополнительной информации см. и ссылки в них.
Представления генераторов бустов и вращений обозначаются D(K) и D(J) соответственно, где заглавная D в этом контексте указывает на представление группы.
Для группы Лоренца представления D(K) и D(J) генераторов K и J удовлетворяют следующим правилам коммутации.
|               | Чистый поворот                                                                   | Чистый буст                                                                       | Преобразование Лоренца                                                           |
| Генераторы    | {\displaystyle \left[J_{a},J_{b}\right]=i\varepsilon _{abc}J_{c}}                | {\displaystyle \left[K_{a},K_{b}\right]=-i\varepsilon _{abc}J_{c}}                | {\displaystyle \left[J_{a},K_{b}\right]=i\varepsilon _{abc}K_{c}}                |
| Представления | {\displaystyle \left[{D(J_{a})},{D(J_{b})}\right]=i\varepsilon _{abc}{D(J_{c})}} | {\displaystyle \left[{D(K_{a})},{D(K_{b})}\right]=-i\varepsilon _{abc}{D(J_{c})}} | {\displaystyle \left[{D(J_{a})},{D(K_{b})}\right]=i\varepsilon _{abc}{D(K_{c})}} |
Во всех коммутаторах бусты смешиваются с вращениями, хотя коммутаторы только вращений приводят к другому вращению. Экспоненциальное отображение генераторов группы даёт операторы бустов и вращений, которые объединяются в общее преобразование Лоренца, при котором пространственно-временные координаты преобразуются из покоящейся системы отсчёта в другую посредствлом бустов и/или вращений. Точно так же экспоненциальное отображение представлений генераторов дает представления операторов бустов и вращений, в соответствии с которыми преобразуется спинорное поле частицы.
|                | Чистый буст | Чистый поворот | Преобразование Лоренца |
| Преобразования | {\displaystyle {\widehat {B}}(\varphi ,{\hat {\mathbf {n} }})=\exp \left(-{\frac {i}{\hbar }}\varphi {\hat {\mathbf {n} }}\cdot \mathbf {K} \right)}       | {\displaystyle {\widehat {R}}(\theta ,{\hat {\mathbf {a} }})=\exp \left(-{\frac {i}{\hbar }}\theta {\hat {\mathbf {a} }}\cdot \mathbf {J} \right)}       | {\displaystyle \Lambda (\varphi ,{\hat {\mathbf {n} }},\theta ,{\hat {\mathbf {a} }})=\exp \left[-{\frac {i}{\hbar }}\left(\varphi {\hat {\mathbf {n} }}\cdot \mathbf {K} +\theta {\hat {\mathbf {a} }}\cdot \mathbf {J} \right)\right]}          |
| Представления  | {\displaystyle D[{\widehat {B}}(\varphi ,{\hat {\mathbf {n} }})]=\exp \left(-{\frac {i}{\hbar }}\varphi {\hat {\mathbf {n} }}\cdot D(\mathbf {K} )\right)} | {\displaystyle D[{\widehat {R}}(\theta ,{\hat {\mathbf {a} }})]=\exp \left(-{\frac {i}{\hbar }}\theta {\hat {\mathbf {a} }}\cdot D(\mathbf {J} )\right)} | {\displaystyle D[\Lambda (\theta ,{\hat {\mathbf {a} }},\varphi ,{\hat {\mathbf {n} }})]=\exp \left[-{\frac {i}{\hbar }}\left(\varphi {\hat {\mathbf {n} }}\cdot D(\mathbf {K} )+\theta {\hat {\mathbf {a} }}\cdot D(\mathbf {J} )\right)\right]} |
В литературе генераторы бустов K и генераторы вращения J иногда объединяются в один генератор для преобразований Лоренца M, антисимметричную четырёхмерную матрицу с элементами:
{\displaystyle M^{0a}=-M^{a0}=K_{a}\,,\quad M^{ab}=\varepsilon _{abc}J_{c}\,.}
и, соответственно, параметры бустов и вращений собираются в другую антисимметричную четырёхмерную матрицу ω с элементами:
{\displaystyle \omega _{0a}=-\omega _{a0}=\varphi n_{a}\,,\quad \omega _{ab}=\theta \varepsilon _{abc}a_{c}\,,}
Таким образом, общее преобразование Лоренца:
{\displaystyle \Lambda (\varphi ,{\hat {\mathbf {n} }},\theta ,{\hat {\mathbf {a} }})=\exp \left(-{\frac {i}{2}}\omega _{\alpha \beta }M^{\alpha \beta }\right)=\exp \left[-{\frac {i}{2}}\left(\varphi {\hat {\mathbf {n} }}\cdot \mathbf {K} +\theta {\hat {\mathbf {a} }}\cdot \mathbf {J} \right)\right]}
с суммированием по повторяющимся матричным индексам α и β . Матрицы Λ действуют на любые 4-векторы A = (A 0, A 1, A 2, A 3) и смешивают времениподобные и пространственно-подобные компоненты в соответствии с формулой
{\displaystyle \mathbf {A} '=\Lambda (\varphi ,{\hat {\mathbf {n} }},\theta ,{\hat {\mathbf {a} }})\mathbf {A} }

### Преобразования спинорных волновых функций в релятивистской квантовой механике
В релятивистской квантовой механике волновые функции больше не являются однокомпонентными скалярными полями, а представляют собой спинорные поля состоящие из 2 (2 s + 1) компонент, где s — спин частицы. Ниже приведены преобразования этих функций в пространстве-времени.
При правильном ортохронном преобразовании Лоренца (r, t) → Λ(r, t) в пространстве Минковского все одночастичные квантовые состояния ψσ локально преобразуются в некотором представлении D для группы Лоренца по формуле
{\displaystyle \psi _{\sigma }(\mathbf {r} ,t)\rightarrow D(\Lambda )\psi _{\sigma }(\Lambda ^{-1}(\mathbf {r} ,t))}
где D(Λ) — конечномерное представление, другими словами, квадратная матрица размерности (2s + 1)×(2s + 1), а ψ рассматривается как вектор-столбец, содержащий компоненты с (2s + 1) допустимые значения спина σ :
{\displaystyle \psi (\mathbf {r} ,t)={\begin{bmatrix}\psi _{\sigma =s}(\mathbf {r} ,t)\\\psi _{\sigma =s-1}(\mathbf {r} ,t)\\\vdots \\\psi _{\sigma =-s+1}(\mathbf {r} ,t)\\\psi _{\sigma =-s}(\mathbf {r} ,t)\end{bmatrix}}\quad \rightleftharpoons \quad {\psi (\mathbf {r} ,t)}^{\dagger }={\begin{bmatrix}{\psi _{\sigma =s}(\mathbf {r} ,t)}^{\star }&{\psi _{\sigma =s-1}(\mathbf {r} ,t)}^{\star }&\cdots &{\psi _{\sigma =-s+1}(\mathbf {r} ,t)}^{\star }&{\psi _{\sigma =-s}(\mathbf {r} ,t)}^{\star }\end{bmatrix}}}

### Неприводимые вещественные представления и спин
Неприводимые представления D(K) и D(J) можно использовать для построения спиновых представлений группы Лоренца. Определение новых операторов:
{\displaystyle \mathbf {A} ={\frac {\mathbf {J} +i\mathbf {K} }{2}}\,,\quad \mathbf {B} ={\frac {\mathbf {J} -i\mathbf {K} }{2}}\,,}
так что A и B комплексно сопряженные друг другу. Из этого следует, что они удовлетворяют симметрично записанным коммутаторам:
{\displaystyle \left[A_{i},A_{j}\right]=\varepsilon _{ijk}A_{k}\,,\quad \left[B_{i},B_{j}\right]=\varepsilon _{ijk}B_{k}\,,\quad \left[A_{i},B_{j}\right]=0\,,}
и это по существу коммутаторы, которым удовлетворяют операторы орбитального и спинового углового момента. Следовательно, A и B образуют операторные алгебры, аналогичные угловому моменту; одни и те же лестничные операторы, z -проекции и т. д. независимо друг от друга, поскольку каждый из их компонент коммутирует друг с другом. По аналогии со спиновым квантовым числом введём положительные целые или полуцелые числа a, b с соответствующими наборами собственных значений m = a, a − 1, ... −a + 1, −a и n = b, b − 1, ... −b + 1, −b . Матрицы, удовлетворяющие указанным выше коммутационным соотношениям, такие же, как для спинов a и b, имеют компоненты, заданные умножением значений дельты Кронекера на матричные элементы углового момента:
{\displaystyle \left(A_{x}\right)_{m'n',mn}=\delta _{n'n}\left(J_{x}^{(m)}\right)_{m'm}\,\quad \left(B_{x}\right)_{m'n',mn}=\delta _{m'm}\left(J_{x}^{(n)}\right)_{n'n}}
{\displaystyle \left(A_{y}\right)_{m'n',mn}=\delta _{n'n}\left(J_{y}^{(m)}\right)_{m'm}\,\quad \left(B_{y}\right)_{m'n',mn}=\delta _{m'm}\left(J_{y}^{(n)}\right)_{n'n}}
{\displaystyle \left(A_{z}\right)_{m'n',mn}=\delta _{n'n}\left(J_{z}^{(m)}\right)_{m'm}\,\quad \left(B_{z}\right)_{m'n',mn}=\delta _{m'm}\left(J_{z}^{(n)}\right)_{n'n}}
где в каждом случае номер строки m ′ n ′ и номер столбца mn разделены запятой. Тогда
{\displaystyle \left(J_{z}^{(m)}\right)_{m'm}=m\delta _{m'm}\,\quad \left(J_{x}^{(m)}\pm iJ_{y}^{(m)}\right)_{m'm}=m\delta _{a',a\pm 1}{\sqrt {(a\mp m)(a\pm m+1)}}}
и аналогично для J (n)
. Три квадратные матрицы J (m) — каждая размерности (2m + 1)×(2m + 1), а три J (п) с размерностью (2n + 1)×(2n + 1). Целые или полуцелые числа m и n нумеруют все неприводимые представления с помощью эквивалентных обозначений, используемых здесь: D(m, n) ≡ (m, n) ≡ D(m) ⊗ D(n), каждое из которых имеет вид квадратных матриц размерности [(2m + 1)(2n + 1)]×[(2m + 1)(2n + 1)].
Применим это рассуждение к частицам со спином s ;
- левосторонние (2s + 1) -компонентные спиноры преобразуются относительно непреводимых вещественных представлений D(s, 0) ,
- правые (2s + 1) -компонентные спиноры преобразуются относительно непреводимых вещественных представлений D(0, s) ,
- взяв прямые суммы, обозначенные символом ⊕ (см. более простую концепуию для матриц прямую сумму матриц), получаем представления, при которых преобразуются 2(2s + 1) -компонентные спиноры: D(m, n) ⊕ D(n, m) где m + n = s . Это тоже непреводимые вещественные представления, но, как показано выше, они распадаются на комплексно-сопряжённые.

В этих случаях D относится к любому из D(J), D(K) или к полному преобразованию Лоренца D(Λ) .

### Релятивистские волновые уравнения
В контексте уравнения Дирака и уравнения Вейля спиноры Вейля, удовлетворяющие уравнению Вейля, преобразуются при простейших неприводимых спиновых представлениях группы Лоренца, поскольку спиновое квантовое число в этом случае является наименьшим допустимым ненулевым числом: 1/2 . 2-компонентный левый спинор Вейля преобразуется посредством D(1/2, 0), а 2-компонентный правый спинор Вейля преобразуется по D(0, 1/2) . Спиноры Дирака, удовлетворяющие уравнению Дирака, преобразуются по представлению D(1/2, 0) ⊕ D(0, 1/2) — прямой сумме непреводимых вещественных представлений спиноров Вейля.

## Группа Пуанкаре в релятивистской квантовой механике и теории поля
Пространственные трансляции, временные трансляции, вращения и бусты, вместе взятые, образуют группу Пуанкаре. Элементами группы являются три матрицы вращения и три матрицы бустов (как в группе Лоренца), одна для трансляций времени и три для пространственных трансляций в пространстве-времени. Для каждого элемента существует генератор. Следовательно, группа Пуанкаре 10-мерна.
В специальной теории относительности пространство и время могут быть собраны в 4-вектор X = (ct, −r), и аналогично энергия и импульс объединяются в четырехмерный вектор импульса P = (E/c, −p) . С учётом релятивистской квантовой механики параметры временной интервала и пространственного смещения (всего четыре параметра, один для времени и три для пространства) объединяются в пространственно-временное смещение ΔX = (cΔt, −Δr), а операторы энергии и импульса подставляются в четырёхмерный импульс, чтобы получить четырёхмерный оператор
{\displaystyle {\widehat {\mathbf {P} }}=\left({\frac {\widehat {E}}{c}},-{\widehat {\mathbf {p} }}\right)=i\hbar \left({\frac {1}{c}}{\frac {\partial }{\partial t}},\nabla \right)\,,}
которые представляют собой генераторы трансляций пространства-времени (всего четыре генератора, один для времени и три для пространства):
{\displaystyle {\widehat {X}}(\Delta \mathbf {X} )=\exp \left(-{\frac {i}{\hbar }}\Delta \mathbf {X} \cdot {\widehat {\mathbf {P} }}\right)=\exp \left[-{\frac {i}{\hbar }}\left(\Delta t{\widehat {E}}+\Delta \mathbf {r} \cdot {\widehat {\mathbf {p} }}\right)\right]\,.}
Запишем коммутационные соотношения между компонентами 4-импульса P (генераторы пространственно-временных трансляций) и угловым моментом M (генераторы преобразований Лоренца), которые определяют алгебру Пуанкаре:
- {\displaystyle [P_{\mu },P_{\nu }]=0\,}
- {\displaystyle {\frac {1}{i}}[M_{\mu \nu },P_{\rho }]=\eta _{\mu \rho }P_{\nu }-\eta _{\nu \rho }P_{\mu }\,}
- {\displaystyle {\frac {1}{i}}[M_{\mu \nu },M_{\rho \sigma }]=\eta _{\mu \rho }M_{\nu \sigma }-\eta _{\mu \sigma }M_{\nu \rho }-\eta _{\nu \rho }M_{\mu \sigma }+\eta _{\nu \sigma }M_{\mu \rho }\,}

где η — метрический тензор Минковского. (Обычно для операторов 4-импульсов в коммутационных соотношениях снимаются шляпы). Эти уравнения содержат фундаментальные свойства пространства и времени, насколько они известны сегодня. У этих соотношений есть классический аналог, в котором коммутаторы заменены скобками Пуассона.
Для описания спина в релятивистской квантовой механике используют псевдовектор Паули – Любанского
{\displaystyle W_{\mu }={\frac {1}{2}}\varepsilon _{\mu \nu \rho \sigma }J^{\nu \rho }P^{\sigma },}
оператор Казимира, представляет собой постоянный спиновой вклад в полный угловой момент. Коммутационные соотношения между P и W и между M и W запишутся в виде
{\displaystyle \left[P^{\mu },W^{\nu }\right]=0\,,}
{\displaystyle \left[J^{\mu \nu },W^{\rho }\right]=i\left(\eta ^{\rho \nu }W^{\mu }-\eta ^{\rho \mu }W^{\nu }\right)\,,}
{\displaystyle \left[W_{\mu },W_{\nu }\right]=-i\epsilon _{\mu \nu \rho \sigma }W^{\rho }P^{\sigma }\,.}
Инварианты, построенные из W, инварианты Казимира, можно использовать для классификации неприводимых представлений группы Лоренца.

## Симметрии в квантовой теории поля и физике частиц

### Унитарные группы в квантовой теории поля
Теория групп — это абстрактный способ математического анализа симметрий. Унитарные операторы обладают первостепенным значением в квантовой теории, поэтому унитарные группы важны в физике элементарных частиц. Группа N- мерных унитарных квадратных матриц обозначается U (N). Унитарные операторы сохраняют скалярное произведение, что означает, что вероятности также сохраняются, поэтому квантовая механика какой-либо системы должна быть инвариантной относительно унитарных преобразований. Пусть {\displaystyle {\widehat {U}}} — унитарный оператор, а обратный к нему — эрмитово сопряженный {\displaystyle {\widehat {U}}^{-1}={\widehat {U}}^{\dagger }}, который коммутирует с гамильтонианом:
{\displaystyle \left[{\widehat {U}},{\widehat {H}}\right]=0}
Тогда наблюдаемая величина, соответствующая оператору {\displaystyle {\widehat {U}}} сохраняется, а гамильтониан инвариантен относительно преобразования {\displaystyle {\widehat {U}}} .
Поскольку предсказания квантовой механики должны быть инвариантными под действием группы, учёные ищут унитарные преобразования для представления группы.
Важными подгруппами каждой группы U (N) являются те унитарные матрицы, которые имеют единичный определитель (или являются «унимодулярными»): они также называются специальными унитарными группами и обозначаются SU (N).

#### U (1)
Простейшая унитарная группа — это U (1), которая представляет собой просто комплексные числа по модулю 1. Этот элемент одномерной матрицы записывают в виде
{\displaystyle U=e^{-i\theta }}
в которой θ — параметр группы. Эта группа абелева, поскольку одномерные матрицы всегда коммутируют при матричном умножении. Лагранжианы в квантовой теории поля для комплексных скалярных полей часто инвариантны относительно преобразований U (1). Если есть квантовое число a, связанное с симметрией U (1), например барион и три лептонных числа в электромагнитных взаимодействиях, то
{\displaystyle U=e^{-ia\theta }}

#### U (2) и SU (2)
Общий вид элемента группы U (2) параметризуется двумя комплексными числами a и b :
{\displaystyle U={\begin{pmatrix}a&b\\-b^{\star }&a^{\star }\\\end{pmatrix}}}
а для SU (2) определитель равен 1:
{\displaystyle \det(U)=aa^{\star }+bb^{\star }={|a|}^{2}+{|b|}^{2}=1}
На языке теории групп, матрицы Паули являются генераторами специальной унитарной группы в двух измерениях, обозначаемой SU (2). Их коммутатор такой же, как и для орбитального углового момента, за исключением коэффициента 2:
{\displaystyle [\sigma _{a},\sigma _{b}]=2i\hbar \varepsilon _{abc}\sigma _{c}}
Элемент группы SU (2) можно записать:
{\displaystyle U(\theta ,{\hat {\mathbf {e} }}_{j})=e^{i\theta \sigma _{j}/2}}
где σ j — матрица Паули, а параметры группы — углы поворота вокруг оси заданной вектором {\displaystyle {\hat {\mathbf {e} }}_{j}}.
Двумерный изотропный квантовый гармонический осциллятор обладает группой симметрии SU (2), в то время как алгебра симметрий анизотропного осциллятора является нелинейным расширением u (2).

#### U (3) и SU (3)
Восемь матриц Гелл-Манна λn (см. Статью о них и структурных константах) важны для квантовой хромодинамики. Первоначально они появились в теории SU (3) для аромата, которая до сих пор используется в ядерной физике. Они задают генераторы группы SU (3), поэтому элемент группы SU (3) можно записать аналогично элементу группы SU (2):
{\displaystyle U(\theta ,{\hat {\mathbf {e} }}_{j})=\exp \left(-{\frac {i}{2}}\sum _{n=1}^{8}\theta _{n}\lambda _{n}\right)}
где θ n — восемь независимых параметров. Матрицы λn удовлетворяют коммутатору:
{\displaystyle \left[\lambda _{a},\lambda _{b}\right]=2if_{abc}\lambda _{c}}
где индексы a, b, c принимают значения 1, 2, 3 … 8. Структурные константы f abc полностью антисимметричны по всем индексам, аналогично индексам SU (2). В стандартном базисе цветового заряда (r для красного, g для зелёного, b для синего):
{\displaystyle |r\rangle ={\begin{pmatrix}1\\0\\0\end{pmatrix}}\,,\quad |g\rangle ={\begin{pmatrix}0\\1\\0\end{pmatrix}}\,,\quad |b\rangle ={\begin{pmatrix}0\\0\\1\end{pmatrix}}}
цветовые состояния — это собственные состояния матриц λ3 и λ8, в то время как другие матрицы отвечают за смешивание цветовых состояний.
Состояния восьми глюонов (8-мерные векторы-столбцы) — это собственные состояниями присоединенного представления группы SU(3), 8-мерного представления, действующего на его собственной алгебре Ли su(3), для матриц λ3 и λ8 . Формируя тензорные произведения представлений (стандартное представление и двойственное ему) и принимая соответствующие отношения, протоны, нейтроны и другие адроны представляются собственными состояниями различных представлений SU(3) цвета. Представления SU (3) можно описать «теоремой максимального веса».

### Вещество и антивещество
В релятивистской квантовой механике релятивистские волновые уравнения обладают замечательной симметрией природы: каждая частица имеет соответствующую античастицу. Математически это выражается спинорными полями, которые являются решениями релятивистских волновых уравнений.
Зарядовое сопряжение переставляет частицы и античастицы. Физические законы и взаимодействия, неизменные в результате этой операции, обладают C-симметрией.

### Дискретные симметрии пространства-времени
- Четность отражает ориентацию пространственных координат как левой и правой. Неформально пространство «отражается» в зеркале. Физические законы и взаимодействия, неизменные в результате этой операции, обладают P-симметрией.
- Обращение времени переворачивает временную координату, то есть возникает время, бегущее из будущего в прошлое. Любопытное свойство времени, которого нет в пространстве, заключается в том, что оно однонаправленно: частицы, движущиеся вперед во времени, эквивалентны античастицам, движущимся назад во времени. Физические законы и взаимодействия, неизменямые этой операцией, обладают T-симметрией.

### C,P,Tсимметрии
- Чётность (физика)
- CPT теорема
- Нарушение CP
- PT-симметрия
- Нарушение Лоренца

### Калибровочная теория
В квантовой электродинамике обладает группой симметрии U (1), которая абелева. В квантовой хромодинамике соответствующая группа симметрии SU (3) является неабелевой.
Электромагнитное взаимодействие осуществляется фотонами, у которых нет электрического заряда. Тензор электромагнитного поля задаётся через 4-потенциальное электромагнитное поле, обладающее калибровочной симметрией.
Сильное (цветное) взаимодействие обеспечивается глюонами, которые различаются восемью цветовыми зарядами. Имеется восемь тензоров напряженности глюонного поля с соответствующими полями 4-глюонных потенциалов, каждый из которых обладает калибровочной симметрией.

### Сильное (цветное) взаимодействие

#### Цветовой заряд
По аналогии с оператором спина существуют операторы цветового заряда в терминах матриц Гелл-Манна λ j :
{\displaystyle {\hat {F}}_{j}={\frac {1}{2}}\lambda _{j}}
и поскольку цветовой заряд сохраняется, все операторы цветового заряда должны коммутировать с гамильтонианом:
{\displaystyle \left[{\hat {F}}_{j},{\hat {H}}\right]=0}

#### Изоспин
Изоспин сохраняется при сильных взаимодействиях.

### Слабые и электромагнитные взаимодействия

#### Преобразование двойственности
Магнитные монополи могут существовать теоретически, хотя текущие наблюдения и теория согласуются с обоими исходами существования монополей или несуществования. Электрические и магнитные заряды можно эффективно «преобразовывать друг в друга» с помощью преобразования дуальности.

#### Электрослабая симметрия
- Электрослабая симметрия
- Нарушение электрослабой симметрии

### Суперсимметрия
Супералгебра Ли — это алгебра, в которой (подходящие) базисные элементы либо подчиняются правилам коммутации, либо антикоммутации. В суперсимметрии предполагается, что все фермионные частицы имеют бозонные аналоги, и наоборот. Эта симметрия теоретически привлекательна, поскольку не делается никаких дополнительных предположений (например, о существовании струн), препятствующих симметрии. Кроме того, допуская суперсимметрию, можно решить ряд загадочных проблем. Эти симметрии, которые представлены супералгебрами Ли, экспериментально не подтверждены. Сейчас считается, если она существуют, то эта симметрия нарушена. Предполагается, что темная материя представляет собой гравитино, частицу со спином 3/2 (фермион) и массой, а её суперсимметричным партнером является гравитон со спином 2 (бозон).

## Перестановочная симметрия
Концепция перестановочной симметрии выводится из фундаментального постулата квантовой статистики, который гласит, что никакая наблюдаемая физическая величина не должна изменяться после замены двух идентичных частиц друг на друга. В ней говорится, что, поскольку все наблюдаемые пропорциональны квадрату волновой функции {\displaystyle \left|\psi \right|^{2}} для системы одинаковых частиц, то волновая функция {\displaystyle \psi } должна либо остаться прежней, либо изменить свой знак при таком обмене. В более общем смысле, для системы из n одинаковых частиц волновая функция {\displaystyle \psi } должна преобразоваться как неприводимое представление конечной симметрической группы S n. Согласно теореме Паули о статистике, фермионные состояния преобразуются как антисимметричное неприводимое представление S n, а бозонные состояния — как симметричное неприводимое представление. Для классификации симметрии ровибронных состояний молекул Лонге-Хиггинс ввел группу молекулярной симметрии как группу соответствующих перестановок неразличимых ядер и перестановок с пространственной инверсией.
Поскольку обмен двух неразличимых частиц математически эквивалентен повороту каждой частицы на 180 градусов (и, следовательно, повороту системы отсчёта одной частицы на 360 градусов) симметричный характер волновой функции зависит от спина частицы после применения к нему оператора вращения . Частицы с целым спином не меняют знака своей волновой функции при повороте на 360 градусов, поэтому знак волновой функции всей системы не меняется. Частицы с полуцелым спином меняют знак своей волновой функции при повороте на 360 градусов (подробнее см. Теорема Паули).
Частицы, у которых волновая функция не меняет знак при обмене, называются бозонами или частицами с симметричной волновой функцией. Частицы, у которых волновая функция системы меняет знак при перестановке, называются фермионами, или частицами с антисимметричной волновой функцией.
Таким образом, фермионы подчиняются другой статистике (называемой статистикой Ферми — Дирака), чем бозоны (которые подчиняются статистике Бозе — Эйнштейна). Одним из следствий статистики Ферми — Дирака является принцип Паули для фермионов: никакие два идентичных фермиона не могут иметь одно и то же квантовое состояние (другими словами, волновая функция двух одинаковых фермионов в одном и том же состоянии равна нулю). Это, в свою очередь, приводит к давлению вырождения для фермионов — сильному сопротивлению фермионов сжатию. Это сопротивление приводит к «жесткости» или «твёрдости» обычной атомной материи (поскольку атомы содержат электроны, которые являются фермионами).

## Комментарий
1. ↑  Иногда используются следующие обозначения:

{\displaystyle \left(\mathbf {A} \right)_{m'n',mn}\equiv \left[\left(A_{x}\right)_{m'n',mn},\left(A_{y}\right)_{m'n',mn},\left(A_{z}\right)_{m'n',mn}\right]}
{\displaystyle \left(\mathbf {B} \right)_{m'n',mn}\equiv \left[\left(B_{x}\right)_{m'n',mn},\left(B_{y}\right)_{m'n',mn},\left(B_{z}\right)_{m'n',mn}\right]}
{\displaystyle \left(\mathbf {J} ^{(m)}\right)_{m'm}\equiv \left[\left(J_{x}^{(m)}\right)_{m'm},\left(J_{y}^{(m)}\right)_{m'm},\left(J_{z}^{(m)}\right)_{m'm}\right]}.

## Дальнейшее чтение
- K. J. Barnes. Group theory for the standard model and beyond. — Taylor & Francis, 2010. — ISBN 978-142-007-874-9.
- M. Chaichian. Symmetry in quantum mechanics: From angular momentum to supersymmetry. — Institute of physic s (Bristol and Philadelphia), 1998. — ISBN 0-7503-0408-1.
- Hall (2013), Quantum Theory for Mathematicians, Graduate Texts in Mathematics, Springer, ISBN 978-1461471158
- Hall (2015), Lie Groups, Lie Algebras, and Representations: An Elementary Introduction, Graduate Texts in Mathematics, Springer, ISBN 978-3319134666
- S. Haywood. Symmetries and Conservation Laws in Particle Physics: An Introduction to Group Theory for Particle Physicists. — World Scientific, 2011. — ISBN 978-184-816-703-2.
- M. F. C. Ladd. Symmetry in molecules and crystals. — Ellis Horwood series in physical chemistry, 1989. — ISBN 0-85312-255-5.
- W. Ludwig. Symmetries in physics. — Springer, 1996. — ISBN 3-540-60284-4.
- B. R. Martin, G.Shaw. Particle Physics. — Manchester Physics Series, John Wiley & Sons. — ISBN 978-0-470-03294-7.
- D. McMahon. Quantum Field Theory. — Mc Graw Hill, 2008. — ISBN 978-0-07-154382-8.
- Moretti. Spectral Theory and Quantum Mechanics; Mathematical Foundations of Quantum Theories, Symmetries and Introduction to the Algebraic Formulation 2nd Edition. — Springer, 2018. — ISBN 978-3-319-70705-1.